# Yvette Dankou
Yvette-Ablanvi Dankou (* 1969 in Berlin) ist eine deutsche Schauspielerin und Moderatorin.

## Beruf
Nach der Schauspielausbildung begann Dankou Anfang der 1990er Jahre ihre Karriere. Zuvor war sie bereits 1985 in einem Film über Ausländer in Deutschland zu sehen. 1994 moderierte sie ein Funsport-Magazin für das ZDF. Von 1995 bis 1997 war sie als Nachfolgerin von Sonja Zietlow Moderatorin der Hugo Show auf Kabel 1. Parallel dazu trat sie als Moderatorin für den Hessischen Rundfunk und den Sender Freies Berlin auf.
In den Folgejahren moderierte sie verschiedene Formate für RTL II, KiKA und erneut für das ZDF. Daneben arbeitete sie auch als Model, unter anderem für Jeans.
Aktuell spielt sie regelmäßig Improvisationstheater mit der Berliner Theatersportgruppe Frei.Wild. Dankou ist in diversen Call-in-Formaten im Pay-TV zu sehen. Sie lebt mit ihren Kindern (Zwillingen) in Berlin.

## Moderation
| - X-Treme – Funsport Live (ZDF) - Sport Aktiv (HR3, SFB) - HUGO (Kabel 1) - Chartbreaker (RTL 2) - Willy Bogners Snow Show (RTL) - Mountains in Motion (RTL2) - K.K.-Lacki (ZDF) - Star TaXXi (KiKA) - Millennium Live (RTL 2) | - Oktoberfest Live (RTL 2) - Loveparade (RTL 2) - Now or Never (TV NRW) - Tierische Ostern (RTL2) - Die tollsten Tiere (RTL2) - Die dümmsten... (RTL2) - Night Driver (RTL2) - Die Premiere Win Show (PREMIERE WIN) - The Race is on (PREMIERE WIN) |

## Filmografie
- 1985: Cemil
- 1990: Ron und Tanja
- 1993: Fernes Land Pa-isch
- 1995: Gute Zeiten, schlechte Zeiten
- 2002: Tödliches Rendezvous
- 2008: Schade um das schöne Geld
- 2022: Freundschaft auf den zweiten Blick (Fernsehfilm)
- 2024: Notruf Hafenkante[1]